# North Berkeley (BART)
North Berkeley es una estación en las líneas Richmond–Fremont y Richmond–Millbrae del BART. La estación se encuentra localizada en 1750 Sacramento Street en Berkeley, California. La estación North Berkeley fue inaugurada el 29 de enero de 1973. El Distrito de Transporte Rápido del Área de la Bahía es la encargada por el mantenimiento y administración de la estación.

## Descripción
La estación North Berkeley cuenta con 1 plataforma central y 2 vías. La estación también cuenta con 822 de espacios de aparcamiento.

## Conexiones
La estación es abastecida por las siguientes conexiones de autobuses: 
- Rutas del AC Transit:

En la estación: Rutas 604 7 688 (días de semana solamente)

En la Calle Sacramento: Ruta 52 (local)

En University Avenue y la Calle Sacramento: Rutas 51B, 88 (local); 800 (All Nighter); FS, J (Transbay)

Líneas Eastshore Charter:
Servicio expreso gratuito Racetrack